# Langeleben

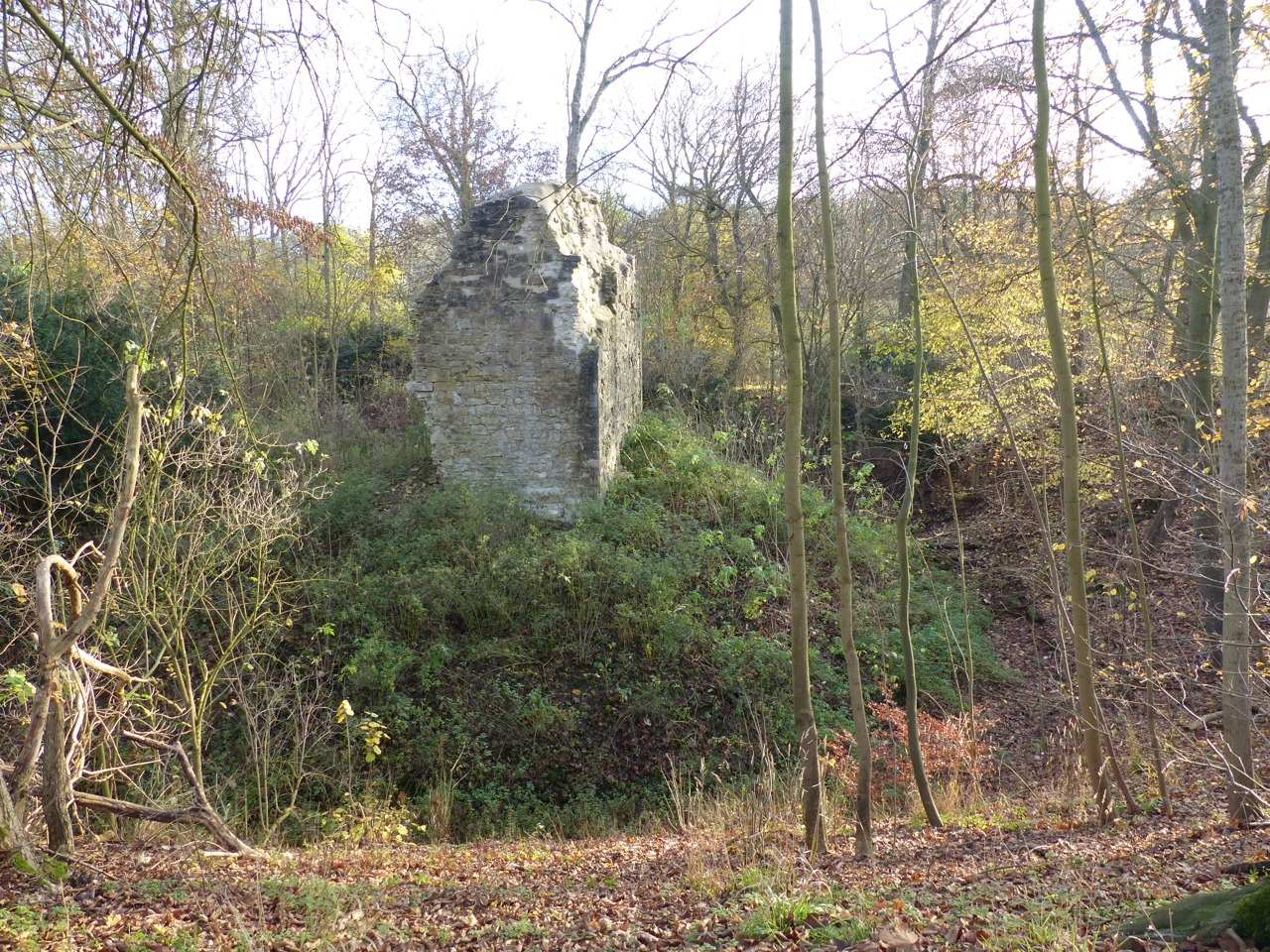
Ruine der Burg Langeleben mit Graben und Außenwall

Langeleben ist ein historischer Ort in 260 m ü. NHN im nördlichen Teil des Höhenzugs Elm in Niedersachsen und gehört heute zur Stadt Königslutter am Elm.

## Beschreibung
Bei Langeleben kreuzen sich drei durch den Elm führende Straßen. Früher bestanden dort mit der Burg Langeleben eine mittelalterliche Wasserburg, ein Jagdschloss und ein gleichnamiger Weiler. Die einst bedeutendste Ansiedlung auf dem bewaldeten Elm mit durchschnittlich 80 Bewohnern ist heute eine etwa 50 ha große Waldlichtung, auf der das ehemalige Forsthaus, Heimeinrichtungen und ein Friedwald für Bestattungen unter Bäumen bestehen.
Die einstige Burg ist als Ruine noch vorhanden, während die frühere Siedlung und das einstige Jagdschloss der Herzöge des Fürstentums Braunschweig-Wolfenbüttel aus dem 18. Jahrhundert nicht mehr existieren. In dem zum Garten des Jagdschlosses gehörenden Quellhaus entspringt zwar der Schierpkebach, der in Langeleben befindliche Trinkwasserbehälter bezieht sein Wasser jedoch von Lelm und versorgt Langeleben und Tetzelstein.

## Geschichte

### Mittelalter
Der Ort Langeleben wurde 1160 erstmals urkundlich als Langelage erwähnt, wobei es sich um einen Forsthof handelte. Die Endung -la(g)h weist auf die Lage in einem Wald hin. Eine dort befindliche Burg wurde 1258 genannt. Langeleghe als Ansiedlung (villa) ist 1328 erstmals als  bezeugt worden, die um 1400 sogar einen Pfarrer besaß. Die Endung -leben bildet sich analog zu den benachbarten Orten, wie Sambleben und Ampleben. Langeleben war die größte Siedlung auf dem Elm, was auf der guten Wasserversorgung durch die Quelle des Schierpkebaches beruhte. Während des 13. bis 15. Jahrhunderts erwähnen Urkunden ein Rittergeschlecht von Langeleben. Die Braunschweiger Herzöge als Lehnsherren vergaben die Burg in dieser Zeit auch an die Grafen von Asseburg.

### Neuaufbau
1555 trat Heinrich von Asseburg die Burg und die Siedlung Langeleben an Heinrich von Veltheim auf Destedt ab. Der Wohnplatz war zu der Zeit stark verfallen. Es wird berichtet, dass die Burg „dach- und fachlos“ war und die umgebenden Scheunen und Viehhäuser „niedergefallen“ waren. Der neue Besitzer baute die Burg und die Wirtschaftsgebäude wieder auf. 1609 war die Anlage wiederhergestellt, die nunmehr mehr wirtschaftliche als militärische Bedeutung hatte. Die neuen Gebäude (Scheunen, Back- und Brauhaus, Pforthaus, Sommerhaus) standen nördlich der Burg in einem viereckigen Hof. 1605 gab es bereit einen stattlichen Viehbestand von 14 Pferden, 54 Rindern, 83 Schweinen und rund 200 Schafen. Mehrere Teiche wurden zur Fischzucht benutzt. 1575 verfügten die Bewohner rings um die Siedlung über 14 Hufen zu je 30 Morgen Ackerland auf dem Elm, das heute mit Wald bestanden ist.

### Vernichtung und Jagdschloss

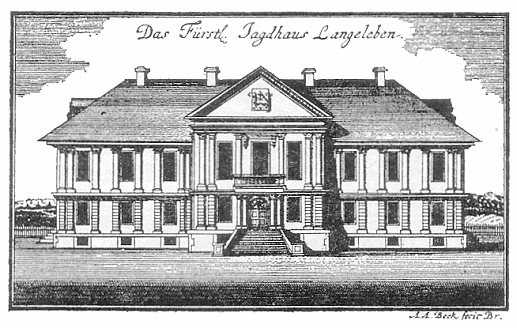
Jagdschloss Langeleben, 1689–1830

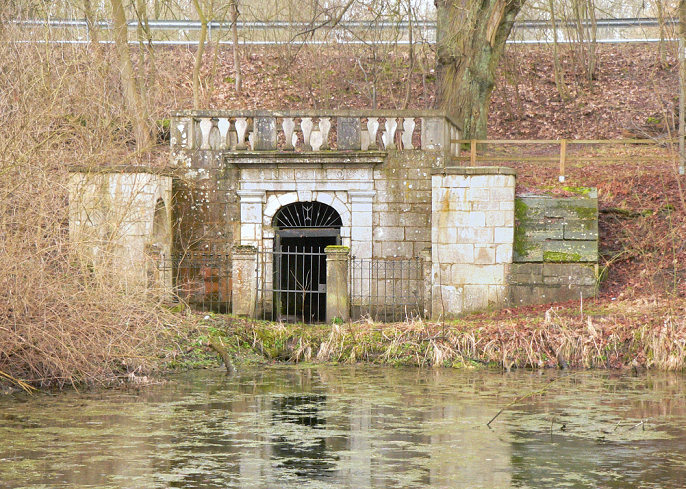
Quellenhaus des Schierpkebachs

Im Dreißigjährigen Krieg wurden 1626 Burg und Siedlung im Zusammenhang mit der Belagerung von Wolfenbüttel durch Feuer vernichtet. 1661 übernahm der Braunschweiger Herzog Anton Ulrich die Ruinenreste von Langeleben. Er hielt den Ort für uralten herzoglichen Besitz und wollte ihn an sich nehmen, damit ihn nicht ein anderer Grundherr bei der Jagdausübung im Elm stören konnte. Vorhanden waren nur noch Mauerreste und ein Viehstall. Der Herzog nutzte das Gelände nicht, sondern ließ es mit Bäumen bepflanzen. Nach seinem Tode erbte sein Sohn, Erbprinz August Wilhelm, Langeleben. Als passionierter Jäger ließ er hier ab 1689 ein Jagd- und Lustschloss erbauen.
Der Bau wird Hermann Korb zugeschrieben. Dies war ein zweistöckiger Fachwerkbau mit einem vorspringenden Mittelbau. Das Gebäude hatte eine Grundfläche von 38 × 18 m. Rund um das Schloss entstanden weitere Bauten, darunter eine Meierei (1699), eine Scheune (1700), ein Kavaliershaus (1702) und eine Schmiede (1707). Hinter dem Schloss wurde 1731 ein 75 × 40 m großer Lustgarten angelegt. Die neben dem Schloss entspringende Quelle des Schierpkebachs wurde 1705 mit einem Quellenhaus aus Elmkalkstein eingefasst. Von großer Bedeutung war ein Gestüt, das bis zu 140 Pferde besaß. Die Feldmark von Langeleben war anfangs mit einem Zaun und ab 1731 mit einer sechs Kilometer langen Hecke umgeben.

### Herzogliches Schlossleben
Braunschweiger Herzöge verbrachten im 18. Jahrhundert nicht nur einige Jagdtage, sondern Wochen und Monate auf Langeleben. Aufgrund der engen Beziehungen zwischen dem braunschweigischen und preußischen Herrscherhaus waren auch die Preußen-Könige Friedrich Wilhelm I. und Friedrich der Große zu Gast. Der ständig anwesende, herzogliche Hofstaat auf Langeleben war für die damaligen Zeit recht klein und umfasste nur rund 15 Personen. Das Schloss diente als Ausgangspunkt großer, herrschaftlicher Jagden im Elm.

### Erneuter Verfall
Mitte des 18. Jahrhunderts setzte ein erneuter Verfall ein. Das Gestüt wurde 1754 nach Braunschweig verlegt und in den leeren Pferdeställen brachte man Waldarbeiterfamilien unter. 1799 war das Schloss Wohnung des Forstmeisters und später eine Wachstuchfabrik. 1830 wurden das verwahrloste Schloss und einige Nebengebäude an einen Ziegelbrenner für rund 3.000 Taler verkauft, der die Gebäude abriss. 1846 begann die Forstverwaltung mit der Aufforstung der ehemaligen Ackerflächen der Ansiedlung. Die Bewohnerzahl in den restlichen Wohnhäusern betrug zu dieser Zeit etwa 115 Personen.

## 20. Jahrhundert

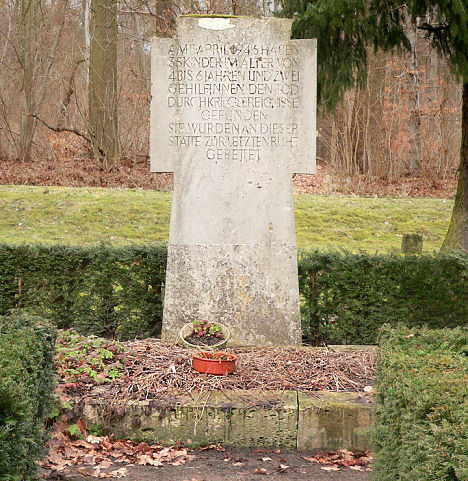
Denkmal für die Opfer des Luftangriffs von 1945

1910 hatte Langeleben 74 Einwohner, 1925 waren es 83 Einwohner.
Die Gemeinde Langeleben wurde am 1. April 1936 (nach anderer Quelle am 1. Oktober 1936) aufgelöst, da sie nicht mehr lebensfähig war und die restlichen Bewohner einer verbliebenen Waldgaststätte sowie des Kinderheimes gehörten zum drei Kilometer weiter östlich gelegenen Lelm (heute Stadtteil von Königslutter am Elm). In diesem Jahr wurden die letzten Waldarbeiterhäuser abgerissen, bereits 1935 waren ihre Bewohner nach Königslutter umgesiedelt worden.
Von 1935 bis 1937 wurde die Elm-Autostraße errichtet; damit hat Langeleben auch eine direkte Straßenverbindung nach Schöningen. Zuvor bestanden direkte Straßenverbindungen nur nach Königslutter, Lelm und Tetzelstein.
In den letzten Kriegstagen des Zweiten Weltkriegs kam es zu einem tragischen Vorfall. Einen Tag vor der Besetzung durch die Alliierten griffen am 11. April 1945 amerikanische Tiefflieger Langeleben an. Sie zerstörten das Gebäude einer Waldgaststätte und töteten bei dem nur wenige Minuten andauernden Angriff 53 Menschen. Darunter waren 35 Kinder im Alter von vier bis sechs Jahren und zwei Helferinnen aus dem Kindererholungsheim. Die Kinder waren aus dem Großen Waisenhaus in Braunschweig evakuiert worden, um sie im Elm vor Bombenangriffen zu schützen.
Die Zivilisten in Langeleben waren in die militärischen Kämpfe im Elm zwischen vorrückenden amerikanischen Einheiten und sich absetzenden Wehrmachtseinheiten geraten. Bereits einen Tag zuvor hatte sich die Braunschweiger Schutzpolizei in den Elm abgesetzt. Sie wurde ebenfalls von Jagdbombern sowie durch Artilleriebeschuss angegriffen.
Die zivilen Opfer des 11. April wurden in Langeleben beerdigt. 1953 errichtete man dort eine Gedenkstätte.

### Burgruine
Von der mittelalterlichen und 1626 zerstörten Wasserburg bestehen noch Reste in Form der Giebelseite eines 12 m hohen Gebäudes aus 1,5 m starkem Mauerwerk. Der Schwund der Baumasse steht im Zusammenhang mit dem Bau des nahe gelegenen Jagdschlosses ab 1689. Dabei wurden der Burgruine 700 Fuder (entsprechen etwa 600 Kubikmetern) Steine entnommen. Um 1600 soll in dem Steingebäude, dessen Ruine heute noch vorhanden ist, eine Kirche eingerichtet gewesen sein. Im Turm sollen zwei Glocken gehangen haben. Heute ist die Gesamtanlage der früheren Burg noch recht plastisch erkennbar durch den erhaltenen Wassergraben mit Teich und Außenwall. Die damals dazugehörige Siedlung ist nicht mehr zu lokalisieren.

### Heimeinrichtungen
1926 errichtete der Landkreis Helmstedt in Langeleben ein Kindererholungsheim für erholungsbedürftige Kinder und Jugendliche aus dem Landkreis Helmstedt. Von 1938 an wurde das Gebäude Dietrich-Klagges-Heim genannt. Nach dem Zweiten Weltkrieg war es vorübergehend Typhusstation und dann TBC-Heim, bevor es 1949 wieder den Betrieb als Kindererholungsheim aufnahm. Seit den 1980er Jahren wird das Gebäude als privates Altenheim genutzt.
Am 1. Juli 1951 wurde in Langeleben das Falkenheim zur Jugenderholung eröffnet, bereits 1948 begann sein Bau auf den Grundmauern der im April 1945 durch den Luftangriff zerstörten Waldwirtschaft. Das Falkenheim wurde später erheblich erweitert, unter anderem um das benachbarte Landschulheim der Mittelschule Uelzen. Aus wirtschaftlichen Gründen schloss das Heim um 2011, danach war bis 2012 das Gästehaus „La Libero“ in dem Gebäude beheimatet, zwischenzeitlich auch das „Waldhaus Langeleben“.
1959 wurde westlich des Falkenheimes das Landschulheim der Mittelschule Uelzen errichtet, das Gebäude wurde ungefähr in den 1970er Jahren vom Falkenheim übernommen.

### Britische Funkabhöranlage

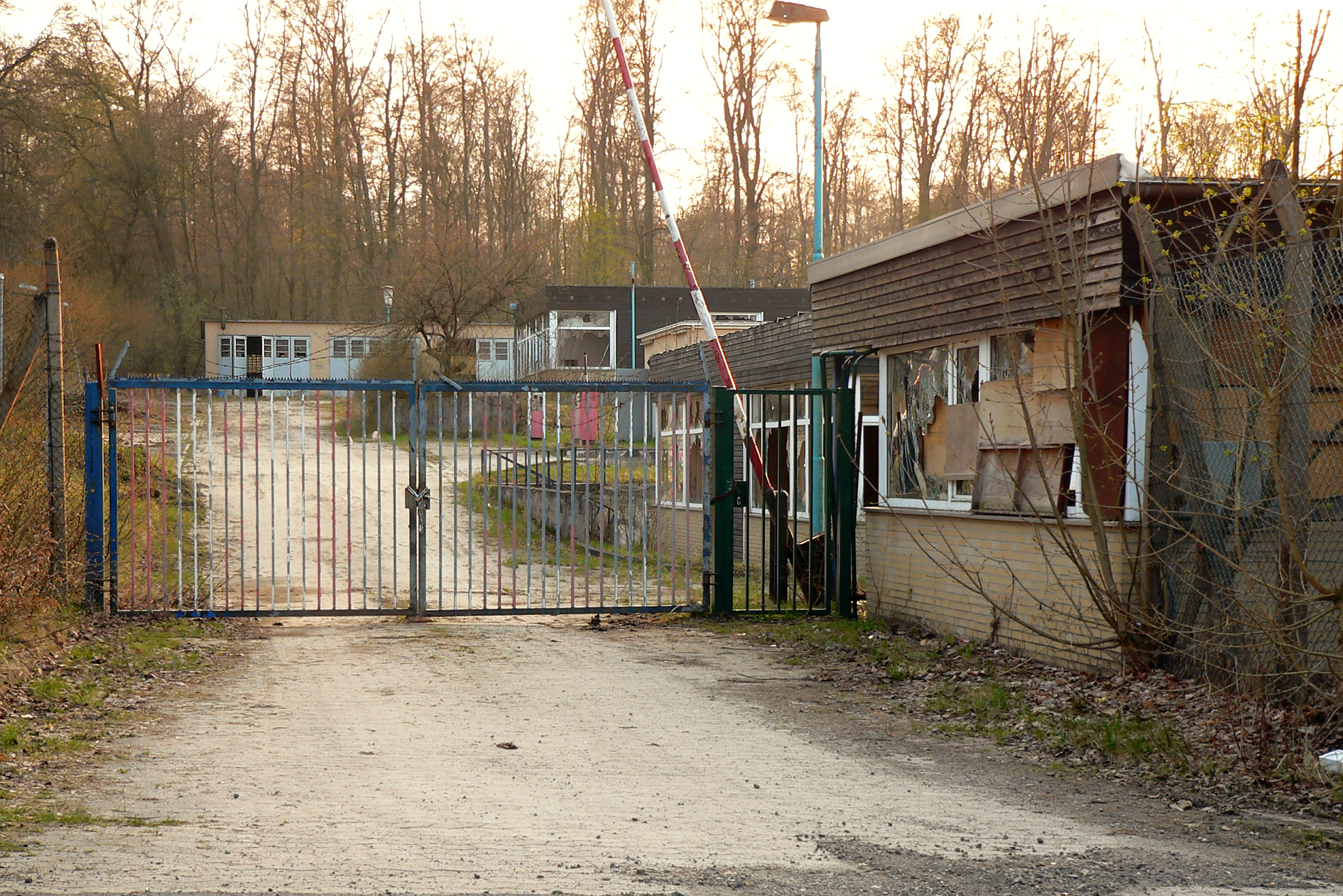
Einfahrt zum bereits verwüsteten und inzwischen abgerissenen Militärgelände, 2006

Nach dem Zweiten Weltkrieg richtete die britische Besatzungsmacht in Langeleben eine Funkabhörstation ein, zunächst als mobile Einrichtung ab 1951. Von hier oben konnte mit Antennen in Sichtverbindung der Funkverkehr von Militäreinheiten des Warschauer Paktes abgehört werden, die sich bereits wenige Kilometer weiter östlich  Truppenübungsplatz in der Colbitz-Letzlinger Heide in der damaligen DDR aufhielten. 1955 erhielt die britische Funkeinheit Holzbaracken, um 1963 entstanden feste Kasernengebäude. Die Militäreinrichtung trug den offiziellen Namen „Anderson Barracks“ nach einem Befehlshaber der Britischen Rheinarmee. Nach der Wende von 1989 und der baldigen Wiedervereinigung Deutschlands schloss die Anlage  1992 und fiel danach dem Vandalismus zum Opfer. Nach Abrissarbeiten 2008 sind auf dem Gelände keine Gebäude mehr vorzufinden.
Am 13. Juni 2009 wurde nahe der ehemaligen britischen Militäranlage ein Gedenkstein feierlich eingeweiht. Finanziert wurde der Gedenkstein von der „Langeleben Reunion Association“, einen 1992 gegründeten Verein ehemaliger Soldaten der Royal Signals und Intelligence Corps, die hier stationiert waren.

### Friedwald-Bestattungsplatz
Seit 2005 wird der Langeleben umgebende Wald als Friedwald für Bestattungen genutzt. Dabei wird die Asche zu den Wurzeln eines gekennzeichneten Baumes gegeben, der vorher mit einem Förster festgelegt wurde. Der Baum fungiert dabei als Grab und Denkmal. Die Ruhestätte ist 99 Jahre geschützt. Die Grabpflege wird der Natur überlassen.